# Клейдесдаль

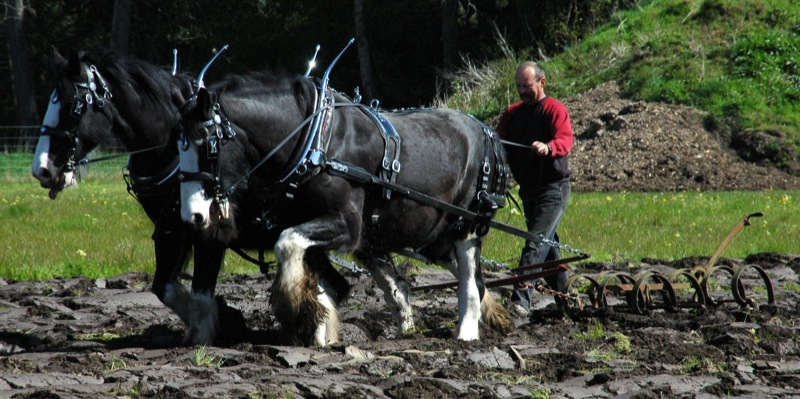
Пара Клейдесдаль в упряжке.

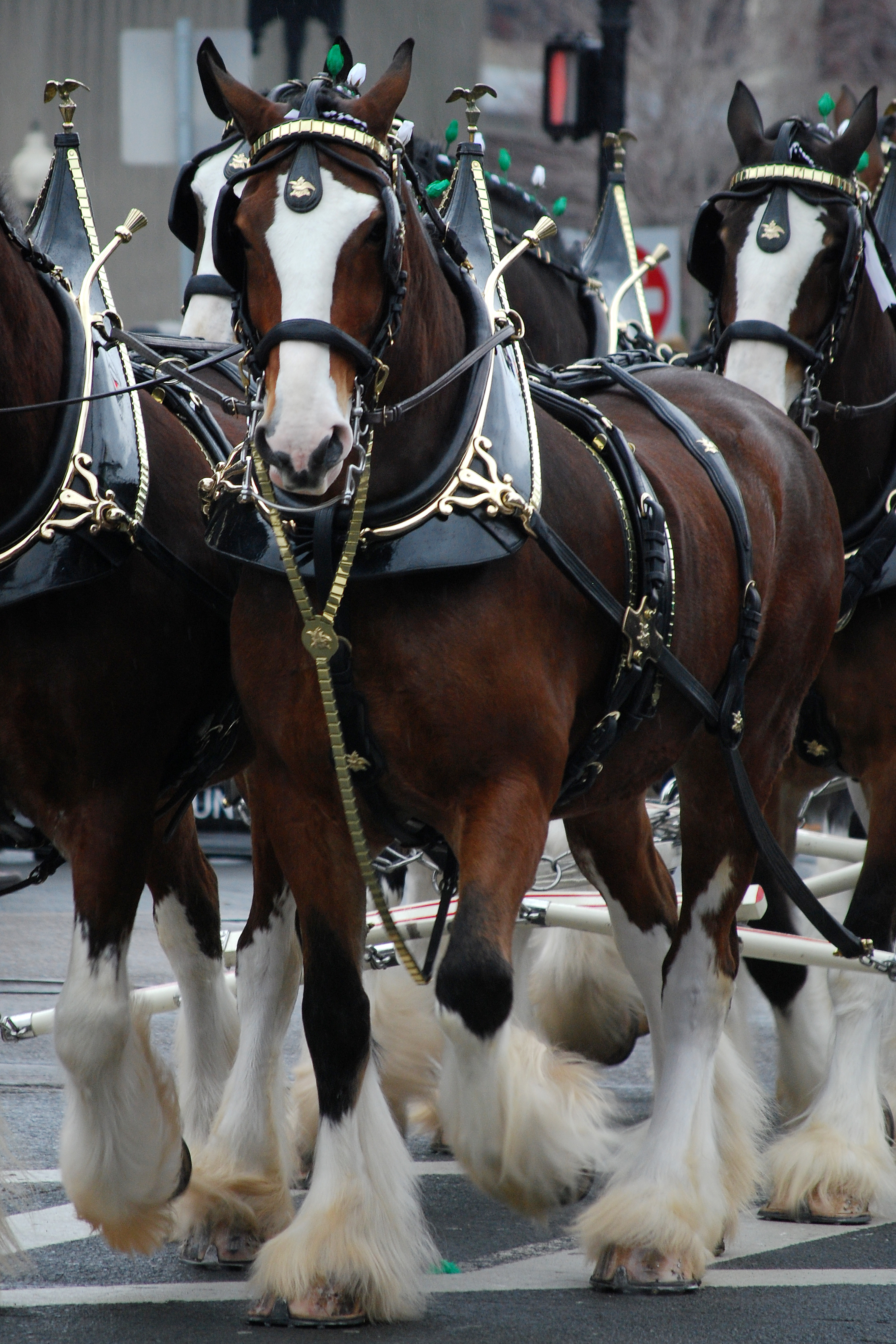
Клейдесдаль в упряжке, Бостон.

Клейдесдаль (Клайдсдейл, шотландская хладнокровная лошадь) (англ. Clydesdale, МФА (англ.): /ˈklaɪdzdeɪl/) — порода лошадей, произошла от рабочих кобыл из Клайдсдейла, фламандских и голландских жеребцов. Несколько меньше шайра, но однороднее и культурнее его. Масть гнедая и караковая. Лысина и чулки, как у шайра. Обхват в подпруге достигает сажени. Слабое место почти у всех тяжеловозов — ноги. Однотипичность и культурность этой породы — результат целесообразного воспитания и подбора. Жеребята и малолетки пользуются достаточным движением и разнообразным кормом, почему взрослая лошадь суше других тяжеловозов и обладает равномерным и быстрым шагом. Благодаря своим качествам клейдесдали за последнюю четверть XIX века с изумительной быстротой распространились повсюду. В самой Англии разводятся часто в смешении с шайрами; такие метисы мало уступают чистокровным клейдесдалям. Клейдесдалями обыкновенно кроют рысистых кобыл, полукровок от других тяжеловозов, вообще более крупных лошадей.
Первоначально это была одна из мелких пород тяжеловозов, сейчас это высокая порода.
Порода была первоначально выведена и использовалась в сельскохозяйственных нуждах и для упряжи, и до сих пор используется в тех же целях. Некоторые представители породы используются в качестве барабанных лошадей британской кавалерии. Они также были использованы для создания и улучшения других пород.

## История породы
Порода была выведена из фламандских жеребцов, импортированных в Шотландию и скрещенных с местными кобылами. Первое зарегистрированное использование названия «Клейдесдаль» для породы было в 1826 году, и к 1830 году заработала система сдачи в аренду жеребцов-производителей, что привело к распространению лошадей Клейдесдаль по всей Шотландии и в северной Англии. Первый реестр пород был сформирован в 1877 году. В конце 19 и начале 20 веков тысячи Клейдесдалей были вывезены из Шотландии и отправлены по всему миру, в том числе в Австралию и Новую Зеландию, где они стали известны как «порода, которая построила Австралию». Однако во время Первой мировой войны численность поголовья начала сокращаться из-за увеличения механизации. Это снижение продолжалось, и к 1970-м годам Фонд выживания редких пород считал породу уязвимой для вымирания. Численность поголовья немного увеличилась за прошедшее время, но они все еще считаются уязвимыми.
Клейдесдаль берет свое название от Клайдсдейл, старого название Ланаркшира в честь реки Клайд. В середине 18-го века фламандские жеребцы были импортированы в Шотландию и скрещивались с местными кобылами, в результате чего жеребята получились крупнее, чем местные лошади. Среди них был черный неназванный жеребец, привезенный из Англии Джоном Патерсоном из Лохлилоча, и неназванный темно-коричневый жеребец, принадлежавший герцогу Гамильтонскому. Другим выдающимся производителем был жеребец высотой 165 см неизвестного происхождения по имени Блейз.

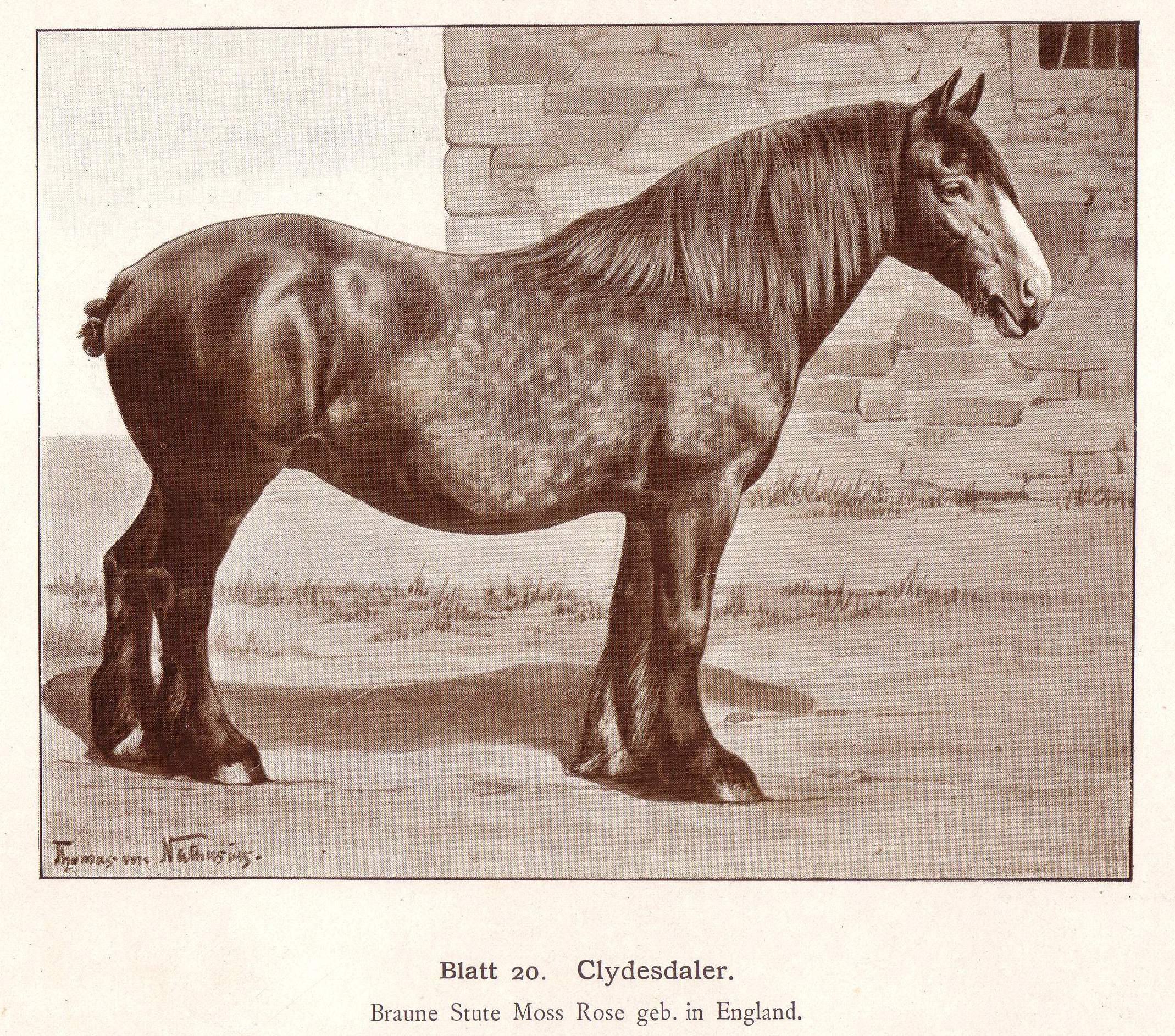
Рисунок 1904 года кобылы Клейдесдаля

Письменные родословные от этих жеребят сохранились с начала 19-го века, и в 1806 году родилась кобыла, позже известная как «Лампитская кобыла» по имени фермы ее владельца, ее родословная прослеживается до того черного жеребца. Эта кобыла числится в родословной почти каждого Клейдесдаля, живущего сегодня. Одним из ее жеребят была черная лошадь Томпсона (известная как Glancer), которая должна была оказать значительное влияние на породу Клейдедаль. Первое зарегистрированное использование названия «Клейдесдаль» применительно к породе было в 1826 году на выставке в Глазго. Еще одна теория их происхождения, которая произошла от фламандских лошадей, привезенных в Шотландию еще в 15 веке, также была обнародована в конце 18 века. Однако, даже автор этой теории признал, что общая история их предков более вероятна.
Система аренды жеребцов-производителей существовала в Шотландии, письменные отчеты датированы 1837 годом. Эта программа состояла из местных обществ по улучшению сельского хозяйства, проводящих выставки пород, на которых выбирали лучшего жеребца, а его владелец затем получал денежную премию. Владелец должен был, получая дополнительные деньги, возить жеребца по всей назначенной территории, чтобы крыть им кобыл. Через эту систему жеребцы Клейдесдаль были отправлены по всей Шотландии и в северную Англию.
Благодаря активному скрещиванию с местными кобылами эти жеребцы-производители распространили породу Клейдесдаль по всем районам, где они были размещены, и к 1840 году шотландские тяжеловозы и Клейдесдаль были одним и тем же. В 1877 году было сформировано Шотландское общество лошадей Клейдесдаль, а в 1879 году Американская ассоциация Клейдесдаль (позже переименованная в производители Клейдесдаль США), которая обслуживала как американских, так и канадских любителей породы. Первая американская племенная книга была опубликована в 1882 году. В 1883 году было создано просуществовавшее недолго Общество избранных лошадей Клейдесдаль, чтобы конкурировать с Обществом лошадей Клейдесдаль. Это была инициатива двух заводчиков, нацеленных на улучшение породы, которые также были в значительной степени ответственны за введение крови Шайра в Клейдесдаль.
Большое количество Клейдесдалей было экспортировано из Шотландии в конце 19 и начале 20 веков. Между 1884 и 1945 годами были выданы экспортные сертификаты на 20 183 лошади. Эти лошади были экспортированы в другие страны Британской империи, а также в Северную и Южную Америку, континентальную Европу и Россию. В Первую мировую войну тысячи лошадей были отобраны для военных действий, и после войны количество поголовья уменьшилось, поскольку фермы становились все более механизированными. Это снижение продолжалось между войнами. После Второй мировой войны число жеребцов-производителей в породе Клейдесдаль, в Англии сократилось с более чем 200 в 1946 году до 80 в 1949 году. К 1975 году Фонд выживания редких пород считал их уязвимыми для вымирания, что означает, что в стране осталось менее 900 кобыл.
Многие из лошадей, экспортированных из Шотландии в XIX и XX веках, отправились в Австралию и Новую Зеландию. В 1918 году Общество Лошадей Клейдесдаль было создано в Австралии. Между 1906 и 1936 годами Клейдесдаль разводились в Австралии настолько широко, что другие породы были почти неизвестны. 25 000 Клейдесдаль были зарегистрированы в Австралии между 1924 и 2008 годами. Популярность Клейдесдаль привела к тому, что его называют «породой, которая построила Австралию».
В 1941 году в городе Гаврилов-Посад размещался Государственный племенной коневодческий рассадник Наркомзема СССР по породам брабансон и клейдесдаль.
В 1990-е годы популярность и численность породы начали расти. К 2005 году Фонд выживания редких пород перевел породу в статус «в опасности», что означает, что в Великобритании насчитывалось менее 1500 производящих самок. Тем не менее, к 2010 году они были возвращены в уязвимое положение. Клейдесдаль, как считается, находится в статусе «под наблюдением» в Американском комитете по охране природы, а это означает, что по состоянию на 2010 год в США ежегодно регистрируется менее 2500 лошадей, а во всем мире существует менее 10 000. По оценкам, по состоянию на 2010 год в мире насчитывается около 5000 лошадей Клейдесдаль, из которых около 4000 в США и Канаде, 800 в Великобритании, и остальные в других странах.

## Характеристики породы
Строение Клейдесдаля сильно изменилась на протяжении своей истории. В 1920-х и 1930-х годах это была компактная лошадь меньше, чем Шайр, Першерон и Бельгийская. Начиная с 1940-х годов, племенных животных отбирали для производства более высоких лошадей, которые выглядели более впечатляюще на парадах и выставках. Сегодня Клайдсдейл имеет высоту от 163 до 183 см и весит от 820 до 910 кг. Некоторые зрелые самцы крупнее, ростом выше 183 см и весят до 1000 кг. Порода имеет прямой или слегка выпуклый профиль лица, широкий лоб и широкую морду. Она мускулистая и сильная, с изогнутой шеей, высокой холкой и наклонным плечом. Общества, занимающиеся разведением, уделяют пристальное внимание качеству копыт и ног, а также движениям лошади. Их походка активная, с четко поднятыми копытами и общим ощущением силы и качества.
Клейдесдаль энергичны. Общество лошадей Клейдесдаль описывает их как «весёлые нравом». Установлено, что Клейдесдаль подвержены риску хронической прогрессирующей лимфедемы, заболевания, с клиническими признаками которого включают прогрессирующий отек, гиперкератоз и фиброз дистальных конечностей, который похож на хроническую лимфедему у людей. Другая проблема со здоровьем — это состояние кожи на голени. Говорят, что в разговорной речи «зуд Клайда» вызван каким-то видом чесотки. Также известно, что у Клейдесдаля возникает солнечный ожог на любой розовой (непигментированной) коже вокруг лица.
Клейдесдаль обычно гнедой масти, но встречаются также пегие, черные и серые. Большинство из них имеют белые отметины, в том числе белые на морде, ступнях и голенях, а также случайные пятна на теле (как правило, на нижней части живота). Часто встречаются лошади «в носках». Считается, что пятна и обширные белые отметины являются результатом генетики сабино. Некоторые заводчики Клейдесдаль хотят вывести лошадей с отметинами на морде и «в носках», но без пятен на теле. Чтобы попытаться получить идеальный набор меток, они часто скрещивают лошадей с одной белой ногой или лошадей с четырьмя белыми ногами. В среднем в результате получается жеребенок с желаемым количеством белых отметин.

## Использование
Клейдесдаль был первоначально использован для сельского хозяйства, перевозки угля в Ланаркшире и тяжелых перевозок в Глазго. Сегодня Клейдесдаль все еще используется как тяжеловоз в сельском хозяйстве, лесозаготовках и в повозках. Их также используют для верховой езды, а также держат для удовольствия. Клейдесдаль, как известно, часто выбирают для перевозки людей, и для парада с участием лошадей из-за их белых ног. Наряду с каретными лошадьми, Клейдесдаль также используются в качестве выставочных лошадей. Они демонстрируются на государственных ярмарках, а также на национальных выставках.

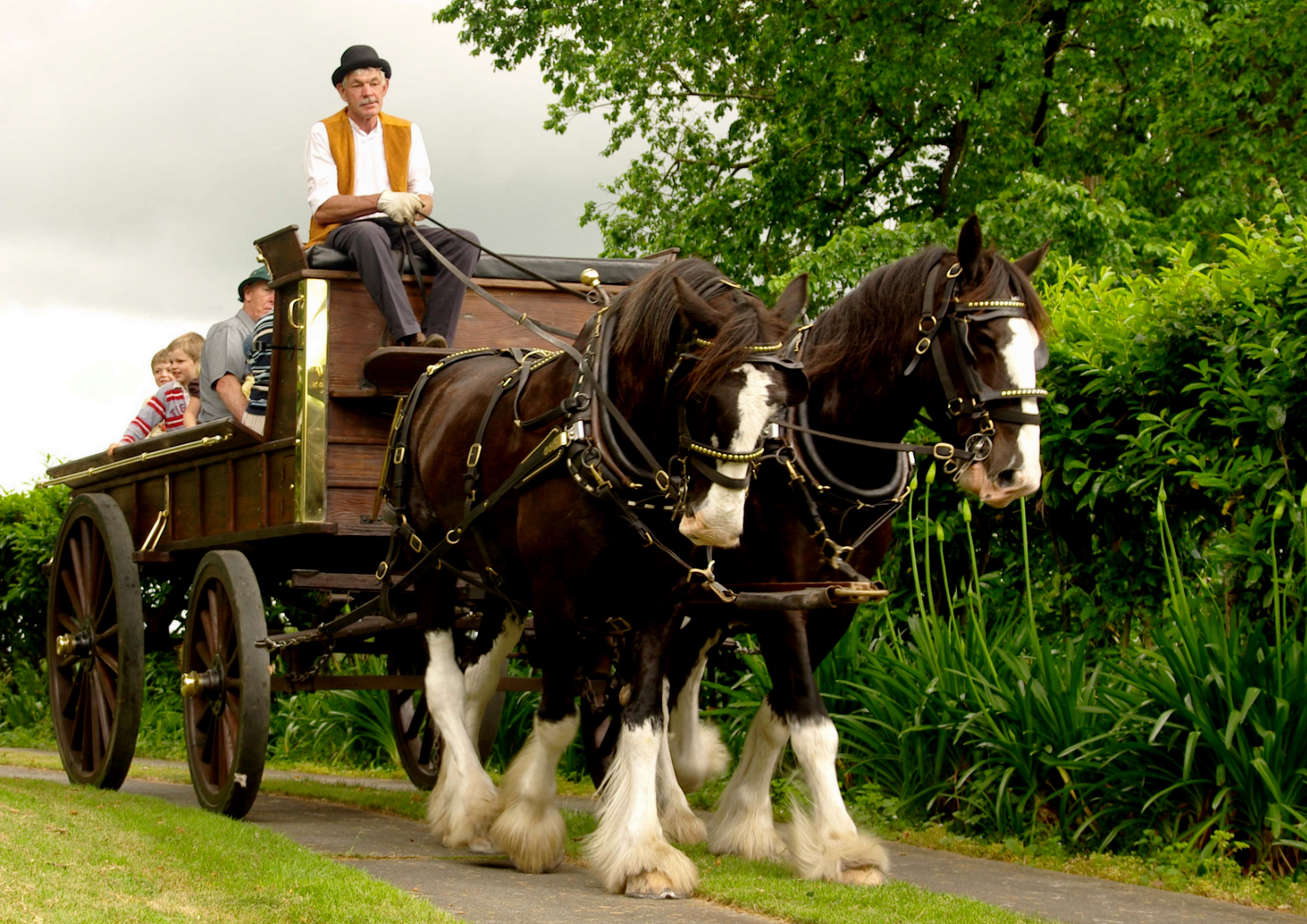
Клейдесдаль в повозке

Некоторые из самых известных представителей породы принадлежат пивоварне Budweiser и стали международным символом как породы, так и марки. Программа разведения Budweiser, с ее строгими стандартами окраски и конформации, повлияла на внешний вид породы в Соединенных Штатах до такой степени, что многие люди считают, что Клейдесдаль всегда заливаются белыми отметинами.
Некоторые Клейдесдали используются для верховой езды и могут быть заезжены под седло, а также в упряжь. Благодаря их спокойному характеру, они оказались очень просты в обучении и из них можно сделать исключительных беговых лошадей. Клейдесдаль и Шайры используются британской бытовой кавалерией в качестве барабанных лошадей, во время парадов на торжественных и государственных мероприятиях. Лошади имеют привлекательные масти, больше всего ценится пегая. Чтобы использовать её для этой цели, барабанная лошадь должна иметь высоту минимум . Они везут Офицера Музыкальной Поездки и два серебряных барабана весом 56 кг каждый.
В конце XIX века кровь Клейдесдаля была добавлена в породу ирландского тяжеловоза в попытке улучшить и оживить эту истощающуюся породу. Тем не менее, эти усилия не считались успешными, так как ирландские тяжеловоза думали, что кровь Клейдесдаля сделала их лошадей более грубыми и слабыми задними ногами. Клейдесдаль сыграл важную роль в создании лошади цыган Ваннер, выведенной в Великобритании. Клейдесдаль, наряду с другими породами породы, также использовался для создания австралийской ломовой лошади. В начале XX века их часто пересекали с пони Дейлс, создавая разводных лошадей среднего размера, полезных для вывоза коммерческих вагонов и военной артиллерии.